# Howard Marks (företagsledare)
Howard Stanley Marks, född 23 april 1946, är en amerikansk företagsledare som är medgrundare och medordförande för den multinationella fondförvaltaren Oaktree Capital Management. Han har tidigare arbetat för Citicorp (1969–1985) och TCW Group (1985–1995).
Den amerikanska ekonomitidskriften Forbes rankar Marks till att vara världens 1 145:e rikaste med en förmögenhet på $2,1 miljarder för den 24 maj 2019.
Han avlade en kandidatexamen i nationalekonomi vid Wharton School och en master of business administration vid Booth School of Business.
Marks har författat tre näringslivsböcker.